# Mistrzostwa Polski w Skokach Narciarskich 1967
42. Mistrzostwa Polski w Skokach Narciarskich – zawody o mistrzostwo Polski w skokach narciarskich, które odbyły się w dniach 2-5 marca 1967 roku na Średniej i Wielkiej Krokwi w Zakopanem.
W konkursie indywidualnym na skoczni normalnej zwyciężył Józef Przybyła, srebrny medal zdobył Piotr Wala, a brązowy – Józef Kocyan. Na dużym obiekcie najlepszy okazał się Erwin Fiedor przed Andrzejem Sztolfem i Przybyłą.
Zawody o Mistrzostwo Polski były jednocześnie konkursami wchodzącymi w skład Spartakiady.

## Wyniki

### Konkurs indywidualny na normalnej skoczni (02.03.1967)
| Miejsce | Zawodnik                   | Klub                   | Skok 1 | Skok 2 | Punkty |
| ------- | -------------------------- | ---------------------- | ------ | ------ | ------ |
| 1.      | Józef Przybyła             | LKS Klimczok Bystra    | 71,5   | 72,0   | 224,1  |
| 2.      | Piotr Wala                 | KKS Bielsko-Biała      | 70,5   | 70,0   | 220,0  |
| 3.      | Józef Kocyan               | WKS Zakopane           | 71,0   | 71,5   | 219,2  |
| 4.      | Jan Kawulok                | Start Wisła            | b.d.   | b.d.   | b.d.   |
| 5.      | Andrzej Sztolf             | AZS Zakopane           | b.d.   | b.d.   | b.d.   |
| 6.      | Stanisław Gąsienica-Daniel | Wisła-Gwardia Zakopane | b.d.   | b.d.   | b.d.   |

### Konkurs indywidualny na dużej skoczni (05.03.1967)
| Miejsce | Zawodnik            | Klub                  | Skok 1 | Skok 2 | Punkty |
| ------- | ------------------- | --------------------- | ------ | ------ | ------ |
| 1.      | Erwin Fiedor        | Górnik Katowice       | 90,0   | 97,0   | 208,1  |
| 2.      | Andrzej Sztolf      | AZS Zakopane          | 92,5   | 92,5   | 207,3  |
| 3.      | Józef Przybyła      | LKS Klimczok Bystra   | 90,0   | 96,0   | 207,2  |
| 4.      | Józef Kocyan        | WKS Zakopane          | 90,5   | 95,5   | 204,7  |
| 5.      | Piotr Wala          | KKS Bielsko-Biała     | 90,0   | 92,5   | 202,3  |
| 6.      | Jan Bieniek         | LSK Skrzyczne Szczyrk | 92,5   | 92,5   | 199,3  |
| 7.      | Jan Kawulok         | Start Wisła           | 90,0   | 91,0   | 197,7  |
| 8.      | Stanisław Murzyniak | WKS Zakopane          | 89,0   | 91,0   | 195,3  |

W konkursie wzięło udział 45 zawodników.